# Jon Gries
Jonathan  Francis Gries (ur. 17 czerwca 1957 w Glendale) – amerykański aktor filmowy i telewizyjny, scenarzysta, producent i reżyser teledysków. 
Odtwórca roli wujka Rico Dynamite w komedii młodzieżowej Napoleon Wybuchowiec (Napoleon Dynamite, 2004) – za którą był nominowany do Independent Spirit Awards dla najlepszego aktora drugoplanowego i zdobył trzy nominacje do Teen Choice Awards – i w serialu Napoleon Dynamite (2012). Za rolę Grega Hunta w serialu Biały Lotos (The White Lotus) otrzymał nominację do Nagrody Satelity dla najlepszego aktora drugoplanowego w serialu, miniserialu lub filmie telewizyjnym

## Filmografia

### Filmy
- 1986: Potwór z kosmosu (TerrorVision) jako O.D.
- 1986: Zapomnieć o strachu (Running Scared) jako detektyw Tony Montoya
- 1987: Łowcy potworów (The Monster Squad) jako zdesperowany mężczyzna / wilkołak
- 1988: Postrach nocy 2 (Fright Night II) jako Louie
- 1990: Naciągacze (The Grifters) jako przyjaciel pijanego
- 1990: Śledztwo na Rainbow Drive (Rainbow Drive, TV) jako Azzolini
- 1995: Dorwać małego (Get Shorty) jako Ronnie Wingate
- 1997: Faceci w czerni (Men in Black) jako Van Driver
- 2003: Northfork jako Arnold
- 2003: Witajcie w dżungli (The Rundown lub Welcome to the Jungle) jako Harvey
- 2004: Napoleon Wybuchowiec (Napoleon Dynamite) jako wujek Rico Dynamite
- 2005: Confessions of an Action Star jako Donald Buckheim
- 2006: Spadaj! (Stick It) jako Brice Graham
- 2006: Ranczer w kosmosie (The Astronaut Farmer) jako agent FBI Killbourne
- 2007: Wrześniowy świt (September Dawn) jako John D. Lee
- 2008: Uprowadzona (Taken) jako Casey
- 2010: Wariat na wolności (Crazy on the Outside) jako Edgar
- 2012: Uprowadzona 2 (Taken 2) jako Casey
- 2014: Uprowadzona 3 (Taken 3) jako Casey
- 2016: Operacja Chromit – Bitwa o Inczon jako Hoyt Vandenberg

### Seriale
- 1987: Cagney i Lacey (Cagney & Lacey) jako Hands Callahan
- 1989: Paradise, znaczy raj (Paradise) jako Emmett
- 1990: Gliniarz i prokurator (Jake and the Fatman) jako Lenny Maddox
- 1991: Zagubiony w czasie (Quantum Leap) jako Flash McGrath
- 1992: Prawnicy z Miasta Aniołów (L.A. Law) jako dr Harold Benson
- 1992: Cztery oczy (Four Eyes and Six-Guns)
- 1994: Z Archiwum X (The X-Files) jako Salvatore Matola
- 1994: Beverly Hills, 90210 jako Trilling, handlarz narkotyków
- 1995: Szpital Dobrej Nadziei (Chicago Hope) jako Jack Kimball
- 1995: Dziwny traf (Strange Luck) jako Henry Bloom
- 1995: Kroniki Seinfelda (Seinfeld) jako bezdomny mężczyzna
- 1996–2000: Kameleon (The Pretender) jako Broots (także reżyseria w 2000)
- 1998: Kroniki Seinfelda (Seinfeld) jako Rusty
- 2001: Ostry dyżur (ER) jako adwokat Marty Nesmith
- 2002: 24 godziny (24) jako Joseph Wald
- 2003–2005: Carnivale (Carnivàle) jako strażnik Teksasu
- 2004: Las Vegas jako Greg Walker
- 2007–2010: Zagubieni (Lost) jako Roger Linus
- 2008: CSI: Kryminalne zagadki Nowego Jorku (CSI: NY) jako Jim Warren
- 2010: Dowody zbrodni (Cold Case) jako Bill Shepard '78
- 2010: Synowie Anarchii (Sons of Anarchy) jako fałszerz paszportu
- 2010: Świry (Psych) jako Strabinsky
- 2010: Nikita jako inżynier
- 2010: Nie z tego świata (Supernatural) jako Martin Creaser
- 2011: Hawaje 5-0 (Hawaii Five-0) jako Liam Miller
- 2012: Napoleon Dynamite jako wujek Rico Dynamite
- 2013–2014: The Bridge: Na granicy jako Bob
- 2014: Zabójcze umysły (Criminal Minds) jako Clifford Walsh
- od 2021: Biały Lotos (The White Lotus) jako Greg Hunt
- 2025: Saturday Night Live jako Howard Lutnick

### Gry komputerowe
- 2012: Hitman: Rozgrzeszenie jako szeryf Clive Skurky (głos)

### Teledyski
reżyseria
| Rok  | Tytuł                 | Wykonawca     |
| ---- | --------------------- | ------------- |
| 1989 | „Long Gone Dead”      | Flies on Fire |
| 1989 | „Pay Ya Dues”         | Low Profile   |
| 1989 | „That’s Y They Do It” | Low Profile   |
| 1990 | „Funky Song”          | Low Profile   |
| 2006 | „Cracked”             | Mere Mortals  |

obsada aktorska
| Rok  | Tytuł            | Wykonawca       |
| ---- | ---------------- | --------------- |
| 1990 | „Mr. Cab Driver” | Lenny Kravitz   |
| 1993 | „Rooster”        | Alice in Chains |